# 2010 TH192
2010 TH192 ist die Bezeichnung eines vermuteten Asteroiden, dessen Entdeckung im Oktober 2010 gemeldet, aber später nicht bestätigt werden konnte. Es wurden 13 Beobachtungen kommuniziert, jedoch konnte ein zu diesen Daten passender Asteroid nach 2013 nicht mehr beobachtet werden. Im Juli 2016 wurde die Entdeckungsmeldung von ihren Autoren zurückgezogen, und der Asteroid ist auch nicht mehr in der Datenbank des Minor Planet Center gelistet. Auch in der JPL Small-Body Database des Jet Propulsion Laboratory der NASA wurde der Eintrag entfernt.
Gemäß den zunächst kommunizierten Beobachtungsdaten hätte der Asteroid zur Gruppe der Zentauren gehört. Berechnungen aus diesen Daten zufolge wäre er auf einer mäßig exzentrischen Bahn (Bahnexzentrizität etwa 0,31) in etwa 141 Jahren in einer Entfernung zwischen etwa 18,7 und 35,5 AE um die Sonne gelaufen. Seine Bahn wäre etwa 99,6° gegen die Ekliptik geneigt gewesen, sodass er eine retrograde Umlaufbahn aufgewiesen hätte.
Er wäre der absolut hellste bekannte retrograde Zentaur gewesen. Nunmehr ist (Stand Ende 2018) (471325) 2011 KT19 („Niku“) der absolut hellste bekannte retrograde Asteroid unseres Sonnensystems.